# Bisdom Nice
Het bisdom Nice (Latijn: Dioecesis Nicensis; Frans: Diocèse de Nice) is een Frans bisdom met bisschopszetel in Nice, gesticht in de 3e eeuw. De grenzen van het bisdom vallen samen met de grenzen van het departement Alpes-Maritimes. De titelkerk is sinds 1699 de kathedraal Sint-Reparata van Nice. 
Het gebied werd gekerstend volgens de overlevering door Barnabas, gezonden door Paulus. Maar ook Maria Magdalena, Marta en Lazarus gingen missioneren in het huidige Zuid-Frankrijk.
Het bisdom Nice kreeg zijn huidige grenzen in 1886 toen het ontstond uit de samenvoeging van de oude bisdommen Nice, Grasse en Vence.
Het bisdom was suffragaan van 1801 tot 2002 aan Aix, sinds 2002 aan het aartsbisdom Marseille, wat ook de naam is gebruikt voor de kerkprovincie. Sinds 14 april 2012 is de bisschop André Marceau. In de 163 gemeenten in het bisdom samen zijn er nog 45 parochies, gegroepeerd in 12 dekenaten. 4 van deze dekenaten bedienen de stad Nice zelf. Eind 2004 waren er nog 29 dekenaten en 128 parochies.
Marseille (aartsbisdom) · Aix (aartsbisdom) · Ajaccio · Avignon (aartsbisdom) · Digne · Fréjus-Toulon · Gap · Nice